# أيفي كيلرمان ريد
أيفي كيلرمان ريد (بالإنجليزية: Ivy Kellerman Reed)‏ هي ناشطة إسبرنتو أمريكية، ولدت في 8 يوليو 1877 في أوشكوش في الولايات المتحدة، وتوفيت في 7 فبراير 1968 في لاهويا في الولايات المتحدة.